# 兵庫県道349号市場多井田線
兵庫県道349号市場多井田線（ひょうごけんどう349ごう いちばおいだせん）は、兵庫県小野市から加東市に至る一般県道である。

## 概要
小野市市場町から加東市多井田に至る。

### 路線データ
- 起点：小野市市場町（万才橋南交差点、兵庫県道18号加古川小野線交点、兵庫県道375号平荘市場線終点）
- 終点：加東市多井田（闘竜灘交差点、兵庫県道294号黒田庄多井田線交点）
- 総延長：14.882 km

## 路線状況

### 重複区間
- 兵庫県道375号平荘市場線（小野市市場町・万才橋南交差点（起点） - 小野市市場町）
- 兵庫県道81号小野香寺線（小野市片山町 - 小野市阿形町）
- 兵庫県道23号三木宍粟線（小野市粟生町・粟田橋西詰交差点 - 小野市粟生町・粟生西交差点）
- 兵庫県道145号下滝野市川線（加東市下滝野1丁目・播磨中央公園下交差点 - 加東市下滝野2丁目・みどり大橋西詰交差点）

### 道路施設

#### 橋梁
- 新向島橋（山田川、小野市）
- 大住橋（加古川、小野市、兵庫県道81号小野香寺線重複区間内）
- 阿形橋（万願寺川、小野市）
- 八幡橋（油谷川、加東市）
- 闘竜橋（加古川、加東市）

## 地理

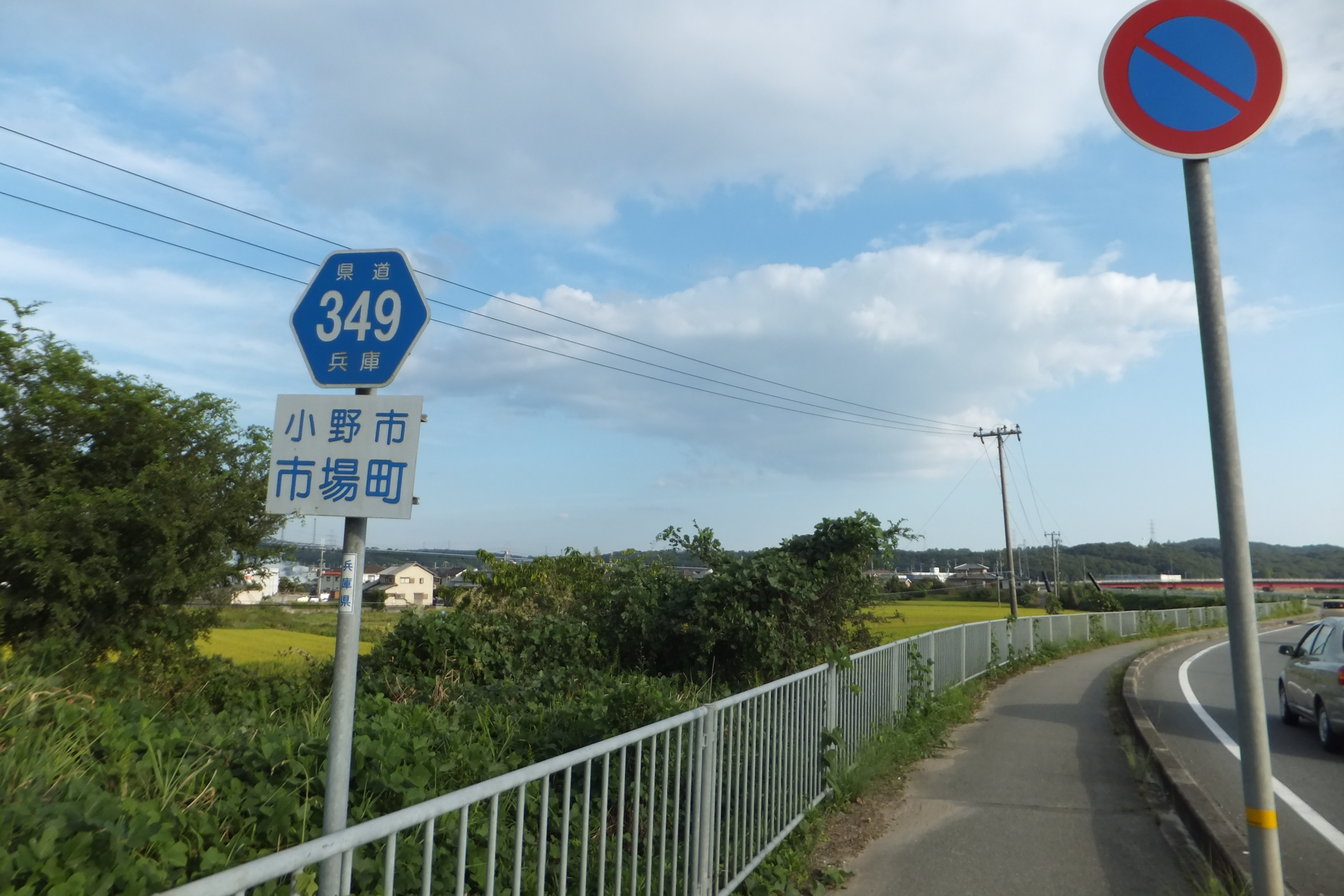
本道の標識
小野市市場町で撮影

### 通過する自治体
- 小野市
- 加東市

### 交差する道路
| 交差する道路                                                  | 市町村名 | 交差する場所               | 交差する場所          |
| ------------------------------------------------------------- | -------- | -------------------------- | --------------------- |
| 兵庫県道18号加古川小野線 兵庫県道375号平荘市場線 重複区間起点 | 小野市   | 市場町                     | 万才橋南交差点 / 起点 |
| 兵庫県道375号平荘市場線 重複区間終点                          | 小野市   | 市場町                     |                       |
| 兵庫県道81号小野香寺線 重複区間起点                           | 小野市   | 片山町                     |                       |
| 兵庫県道205号小野町停車場線                                   | 小野市   | 下来住町（しもきしちょう） |                       |
| 兵庫県道118号小野志方線                                       | 小野市   | 下来住町                   |                       |
| 兵庫県道81号小野香寺線 重複区間終点                           | 小野市   | 阿形町                     |                       |
| 兵庫県道23号三木宍粟線 重複区間起点                           | 小野市   | 粟生町（あおちょう）       | 粟田橋西詰交差点      |
| 兵庫県道23号三木宍粟線 重複区間終点                           | 小野市   | 粟生町                     | 粟生西交差点          |
| 国道372号                                                     | 加東市   | 河高（こうたか）           | 河高交差点            |
| 兵庫県道370号野上河高線                                       | 加東市   | 河高                       | 河高西ノ池交差点      |
| 兵庫県道145号下滝野市川線 重複区間起点                        | 加東市   | 下滝野1丁目                | 播磨中央公園下交差点  |
| 兵庫県道145号下滝野市川線 重複区間終点                        | 加東市   | 下滝野2丁目                | みどり大橋西詰交差点  |
| 兵庫県道17号西脇三田線                                        | 加東市   | 上滝野                     | 滝交差点              |
| 兵庫県道294号黒田庄多井田線                                   | 加東市   | 多井田                     | 闘竜灘交差点 / 終点   |

### 交差する鉄道
- 神戸電鉄粟生線
- 加古川線

### 沿線
- 加古川
- 小野市立小野南中学校
- JR西日本加古川線
  - 小野町駅 - 河合西駅 - 青野ケ原駅 - 社町駅 - 滝野駅 - 滝駅
- JR西日本加古川線・神戸電鉄粟生線・北条鉄道北条線 粟生駅
- 陸上自衛隊青野原駐屯地
- 兵庫県立播磨中央公園